# پرچم افتخار

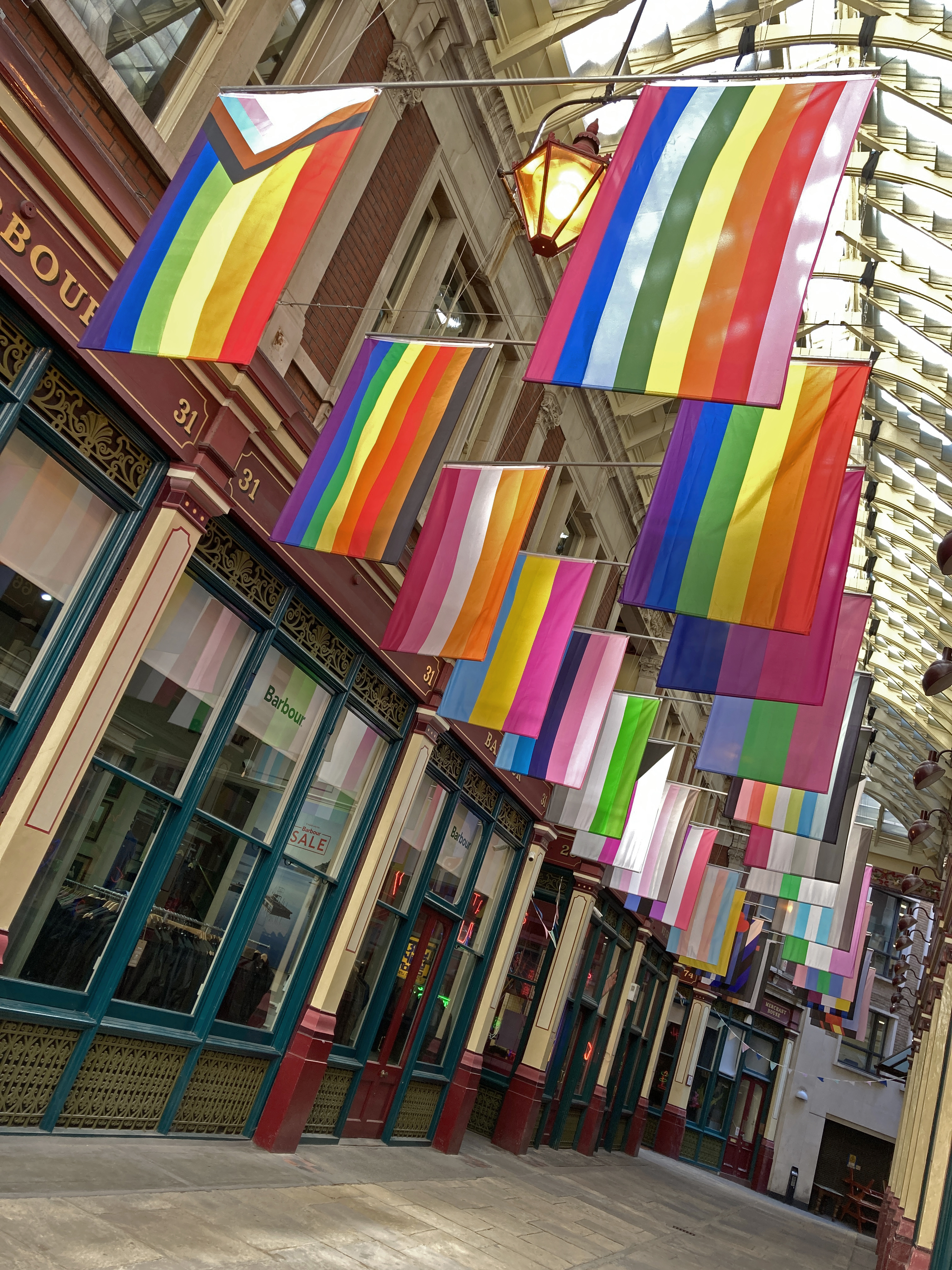
مجموعه ای از پرچم‌های افتخار در بازار لیدن هال لندن آویزان شده است

پرچم افتخار (به انگلیسی: Pride flag) هر پرچمی است که نمایانگر بخش یا بخشی از جامعه ال‌جی‌بی‌تی باشد. افتخار در این مورد به مفهوم افتخار ال‌جی‌بی‌تی اشاره دارد. پرچم ال‌جی‌بی‌تی و پرچم کوئیر اغلب به جای یکدیگر استفاده می‌شوند.
پرچم رنگین کمان پرکاربردترین پرچم ال‌جی‌بی‌تی و به‌طور کلی نماد ال‌جی‌بی‌تی است. مشتقاتی از پرچم رنگین‌کمان وجود دارد که برای متمرکز کردن توجه بر گروه‌های خاص با منافع مشابه در جامعه (مثل خرده فرهنگ چرم) استفاده می‌شود. همچنین برخی از پرچم‌های افتخار، مانند پرچم چندمهری وجود دارند که منحصراً به موضوعات ال‌جی‌بی‌تی نیستند.

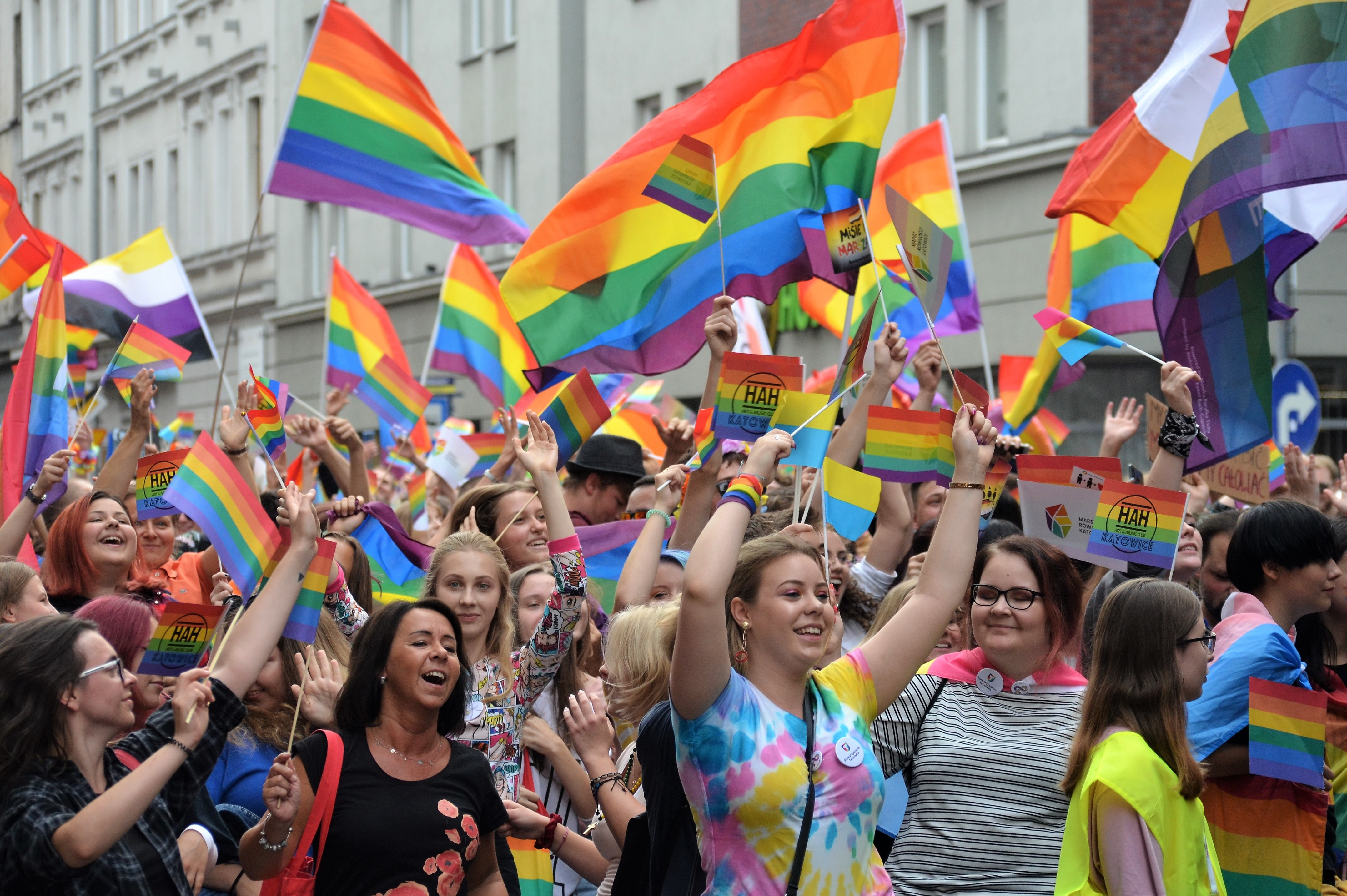
رژه افتخار

## نمونه‌های قابل توجه
گیلبرت بیکر پرچم افتخار رنگین کمانی را برای جشن روز آزادی همجنس گرایان در سانفرانسیسکو در سال ۱۹۷۸ طراحی کرد. این پرچم به عنوان «نماد امید» و آزادی و جایگزینی برای نمادهای مثلث صورتی طراحی شده است. این پرچم یک رنگین‌کمان واقعی را نشان نمی‌دهد. در عوض، رنگ‌های پرچم رنگین‌کمان به صورت نوارهای افقی با رنگ قرمز در بالا و بنفش در پایین نمایش داده می‌شوند. این نشان دهنده تنوع همجنسگرایان مرد و زن (گی‌ها و لزبین‌ها) در سراسر جهان است. در نسخه اصلی هشت رنگ، صورتی به معنای تمایلات جنسی، قرمز برای زندگی، نارنجی برای درمان، زرد برای خورشید، سبز برای طبیعت، فیروزه برای هنر، نیلی برای هماهنگی و بنفش برای روح، می‌باشند. یک کپی از پرچم اصلی هشت رنگ، به ابعاد ۲۰ در ۳۰ فوت توسط بیکر در سال ۲۰۰۰ ساخته شد و در منطقه کاسترو در سانفرانسیسکو نصب شد. تغییرات زیادی در پرچم رنگین‌کمان وجود دارد، از جمله مواردی که نمادهای دیگر دگرباشان جنسی مانند مثلث یا لامبدا را در خود جای داده است.

## نگارخانه
این پرچم‌ها نشان‌دهنده گرایش‌های جنسی مختلف، جهت‌گیری‌های عاشقانه، هویت‌های جنسیتی، خرده فرهنگ‌ها و اهداف منطقه‌ای و همچنین جامعه دگرباشان جنسی در حالت کلی است.